# Xinan

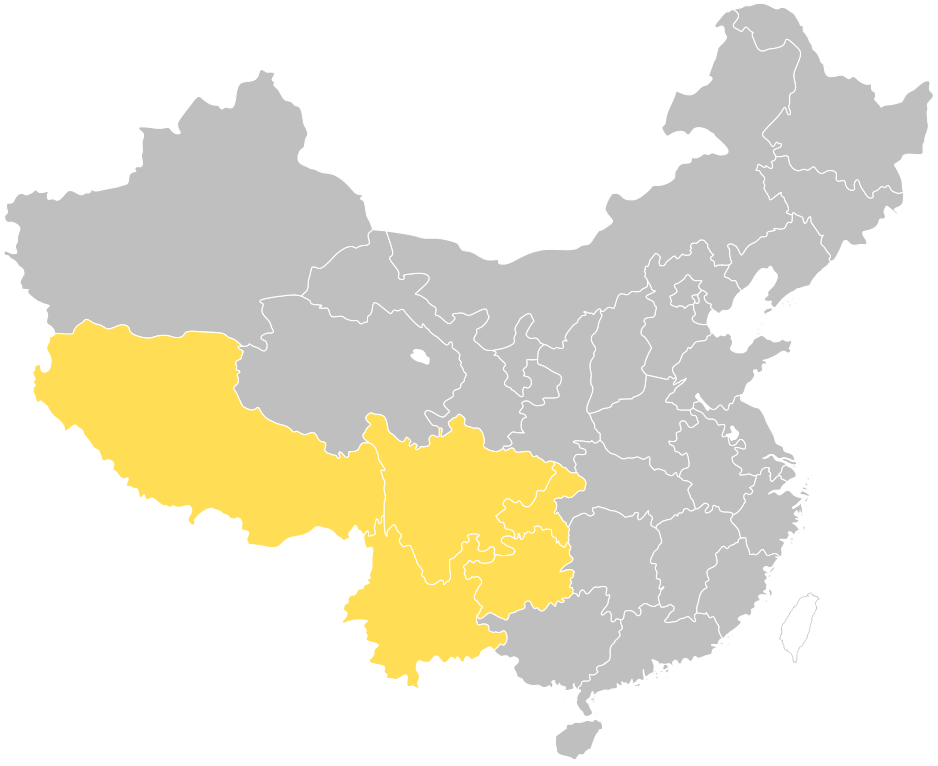
Südwestchina (Xinan) nach offizieller chinesischer Sicht, d. h. einschließlich des indischen Bundesstaats Arunachal Pradesh

Xinan (chinesisch 西南, Pinyin Xīnán, kurz für: 西南地區 / 西南地区,  Xīnán Dìqū – „südwestchinesische Region“) ist die chinesische Bezeichnung für den Großraum Südwestchina bzw. die Südwestchinesische Region.
Er umfasst die folgenden Verwaltungseinheiten auf Provinzebene:
1. Chóngqìng
2. Sìchuān
3. Guìzhōu
4. Yúnnán
5. Tibet